# Animekonvent
Animekonvent är en typ av konvent med japansk kultur – främst anime och manga – i fokus. Eventen hålls ofta över flera dagar i större lokaler, som konferenslokaler, utställningshallar och skolor. Företag som publicerar anime och manga offentliggör ofta nya serier och produkter på konvent. Cosplay är väldigt populärt, och det ordnas ofta tävlingar där cosplayarna visar upp sketcher och sina dräkter. Oftast måste dräkterna vara helt eller delvis hemgjorda.

## Beskrivning
Filmvisning av anime och ibland även japanska dorama-serier är vanligt. Många konvent har tävlingar som skattjakter, cosplay och AMV ("Anime Music Video").
Försäljning brukar också vara en stor del av konventet, där affärer har bord där de säljer allt från cosplaydräkter till manga och affischer. Många konvent har även "besökarnas bord". På besökarnas bord kan besökarna då sälja saker som till exempel kläder eller figurdockor, men det måste ha något samband med anime, manga eller annan japansk populärkultur.
De lite större konventen brukar ha musikspelningar, ofta med band med inspiration från japanska musikstilar. Uppcon har haft en del band och artister från Japan, som Versailles (musikgrupp) och Olivia Lufkin.
Seremedy är ett svenskt band som har gjort sig känt för att spela på bland annat Uppcon, Meuwcon, ConFusion, Närcon och även en del mindre konvent runt om i Sverige. De är inspirerade av Visual kei, som är en populär stil bland anime- och Japanfans.

## Animekonvent i Sverige
Under mitten eller slutet av 2000-talet blev det bara fler och fler Japankonvent i Sverige. Merparten av de svenska animekonventen är organiserade i föreningsform och många är anslutna till ungdomsorganisationen Sverok.
De fyra största är eller var (i ordning):
- Närcon i Linköping, tidigare i Örebro (med cirka 5250 besökare), Skandinaviens största animekonvent, inriktar sig även på spel. År 2017 fanns det cirka 10 000 besökare på området.
- Uppcon i Uppsala (med cirka 3 500 besökare[1]). Anordnades 2001 till 2012.
- KultCon (med cirka 1000 besökare)
- ConFusion i Göteborg (med cirka 800 besökare)

### Mindre Japankonvent i Sverige
- B.L.Y.G. (Stockholm)
- Cosplay-balen (Stockholm), helt enkelt en bal där alla cosplayar.
- Dinocon (Västerås)
- DonkeyCon (Uddevalla)
- Foxcon (Örebro)
- Japan-loppisen (Stockholm), endagsevenemang som hålls några gånger om året.
- Harukacon (Karlskrona), två dagarskonvent som hålls varje år på hösten.
- Kawaiicon (Sundsvall)
- Keysmash (Järna, Södertälje)
- KodachiCon (Lund, sedan 2005[2])
- ICHICON (Växjö)
- MedaCon (Stockholm)
- Okashiicon (Malmö)
- PeppCon (Uppsala), startades 2013 som "uppföljaren" till UppCon.
- PicaCon (Kristinehamn)
- SFM (Skövde)
- SkeCon (Skellefteå)
- StorCon (Storvreta)
- TokyoExpo (Stockholm)
- Whatevercon (Gävle)
- WiLDCON (Vänersborg)
- Örncon (Örnsköldsvik, igång sedan 2009[3])
- Yoicon (Karlstad)
- Fairycon (Kalmar) tvådagarskonvent som hålls varje år på våren.